# I’m Thinking of Ending Things
I’m Thinking of Ending Things ist ein amerikanischer Film aus dem Jahr 2020 von Charlie Kaufman nach der gleichnamigen Romanvorlage von Iain Reid (auf Deutsch unter dem Titel The Ending). Die winterliche Fahrt eines jungen Paares zu den Eltern des Mannes kippt immer mehr ins Surreale. Sie wird begleitet von zahlreichen kulturellen Verweisen und der inneren Stimme der Frau, die darüber nachdenkt, Schluss zu machen.

## Handlung
Eine junge Frau denkt darüber nach, Schluss zu machen, ein Gedanke, der sie seit Tagen verfolgt und so bezwingend ist, als sei er ihr von jemandem eingegeben worden. Die Beziehung zu ihrem Freund Jake währt gerade erst sieben Wochen, doch sie meint bereits zu wissen, worauf alles hinauslaufen werde. Dennoch scheut sie die Trennung und fährt mit Jake aufs Land zur Farm seiner Eltern, um diese kennenzulernen. Der Winter ist eingebrochen und ihre Fahrt wird von stärker werdendem Schneefall begleitet, der sie besorgt, denn sie möchte unbedingt noch am Abend in die Stadt zurückkehren. Immer wieder unterbrochen wird die Szenerie von Bildern eines alten, einsamen Hausmeisters, der am Morgen mit der angstvollen Gewissheit aufwacht, dass es soweit sei.
Auf der Fahrt zitiert Jake Zeilen aus William Wordsworths Ode Andeutung der Unsterblichkeit aus Erinnerungen an die frühe Kindheit und spielt ein Lied aus dem Musical Oklahoma!, das regelmäßig an der Schule des alten Hausmeisters aufgeführt wird. Die junge Frau, die mit unterschiedlichen Namen belegt wird – Lucy, Louisa, Lucia und Ames – trägt ihrerseits ein selbstgeschriebenes Gedicht über die Schrecken der Heimkehr namens Bonedog vor. Auf der Farm führt er sie zuerst zu den Tieren in die Scheune. Blutflecken auf dem Boden künden noch von einem erst kürzlich an Madenbefall verendeten Schwein.
Jakes Eltern verändern während des Besuchs mysteriöserweise immer wieder ihr Alter, sind in einem Moment jung und frivol, im anderen alt und gebrechlich. Doch auch die junge Frau wandelt während der Konversation immer wieder ihren Beruf, ist mal Physikerin, mal Schriftstellerin, mal Malerin, wobei sie Bilder von Ralph Albert Blakelock als ihre eigenen ausgibt. Über ihr Kennenlernen mit Jake gibt es unterschiedliche Versionen, eine davon ist einem fiktiven Liebesfilm von Robert Zemeckis entnommen. Auf einem alten Kinderfoto von Jake erkennt sie sich wieder. Immer wieder erhält sie Anrufe von ihrer eigenen Nummer. Als sie abhebt, erklärt die Stimme eines angsterfüllten Mannes, dass nur noch eine Frage zu klären bleibe.
Trotz eines einsetzenden Schneesturms fahren Jake und die junge Frau noch in der Nacht zurück. Sie diskutieren über John Cassavetes’ Filmklassiker Eine Frau unter Einfluß, bis sie an einem Eisstand namens Tulsey Town anhalten, wo sie von Schülerinnen der Schule des Hausmeisters bedient werden. Eine ängstliche Verkäuferin mit Ausschlag versucht die junge Frau davon abzuhalten, sich weiter vorwärts in der Zeit zu bewegen, doch sie fahren weiter. Das Eis schmeckt beiden nicht wie erwartet. Jake hält an der Schule, um die Eisbecher wegzuwerfen. Nach einer Diskussion über den Liedtext von Baby, It’s Cold Outside kommt es zu einer kurzen Annäherung samt Kuss zwischen den beiden, bis Jake glaubt, einen Spanner, den Hausmeister der Schule, gesehen zu haben und die Frau alleine lässt, um ihn zur Rede zu stellen. 
Nach langem, vergeblichem Warten folgt ihm die Frau. Im Gebäude trifft sie auf den Hausmeister, erzählt ihm jedoch, sie sei Jake nur an einem Abend begegnet, ohne dass es zu mehr gekommen sei. Im Gegenteil habe sie sich unwohl unter seinen Blicken gefühlt und könne sich kaum noch an sein Aussehen erinnern. Schließlich sei alles schon so lange her und Jake nur einer der zahllosen Menschen, mit denen sie nicht interagiert habe. Der Hausmeister erklärt ihr, dass Jake hier drinnen sicher sei, und er bittet sie Hausschuhe anzuziehen, die sie als Jakes Hausschuhe wiedererkennt. Plötzlich sieht sie ein Paar, das ihre Rollen übernimmt und ein Traumballett tanzt, an dessen Ende, nach einer Auseinandersetzung mit einem Hausmeister-Double, der Jake-Tänzer verblutet.
Am Ende seiner Schicht verlässt der Hausmeister die Schule, hat in seinem Wagen jedoch einen Zusammenbruch. Er entkleidet sich und folgt der Vision eines madenbefallenen Schweins zurück in die Schule. Das Schwein erklärt ihm, er solle sich nicht bemitleiden. Jemand müsse das von Maden befallene Schwein sein. Man könne nur das Beste aus seinem Los machen. Letztlich sei alles eins, auch er und seine Ideen. Dann fordert das Schwein den Hausmeister auf, sich anzuziehen. Die nächste Szene spielt in einem Festsaal. Ein feierlich gekleideter, auf alt geschminkter Jake nimmt eine Auszeichnung für sein Lebenswerk als Physiker entgegen und erklärt, dass er alles akzeptiere. Schließlich singt er vor passender Kulisse den Song Lonely Room aus Oklahoma!. Das Publikum, darunter auch seine Eltern und die junge Frau – alle ebenfalls auf alt geschminkt –, feiert ihn mit stehenden Ovationen. Das Bild verblasst, und am nächsten Morgen ist Jakes Wagen vor der Schule vollständig eingeschneit.

## Hintergrund

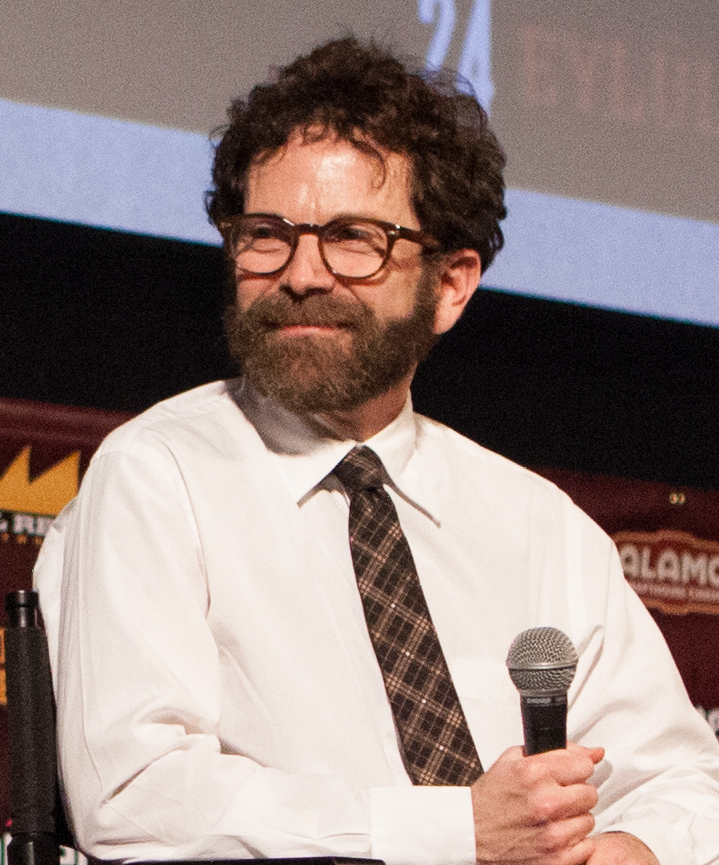
Regisseur Charlie Kaufman (2015)

Obwohl Charlie Kaufman ein gefeierter und 2005 mit dem Oscar ausgezeichneter Drehbuchautor ist, war I’m Thinking of Ending Things die erste große eigenständige Regiearbeit seit Synecdoche, New York im Jahr 2008, seinem Regiedebüt, das gleichermaßen kunstvoll wie erfolglos an den Kinokassen war. Seither war er Co-Regisseur beim Animationsfilm Anomalisa und an mehreren Projekten beteiligt, die sich zerschlugen. Die Arbeit an I’m Thinking of Ending Things begann er im Bewusstsein, dass es seine letzte Chance für eine Regiearbeit sein könnte: „Ich habe seit 10 Jahren keinen Film gemacht, also sagte ich mir, ich werde etwas machen, das ich will, und kümmere mich nicht darum, ob es zu einem weiteren Job führt.“
Die Romanvorlage von Iain Reid gilt als psychologischer Thriller oder gar als Horrorliteratur. In der deutschen Übersetzung trägt der Roman den Titel The Ending und wird beworben mit dem Untertitel: „Du wirst dich fürchten. Und du wirst nicht wissen, warum“. Der Autor widerspricht allerdings dieser Einordnung und sieht I’m Thinking of Ending Things vielmehr als einen philosophischen Roman, der nur aus einer ungewöhnlichen Perspektive geschrieben sei. So müsse auch die abschließende Wendung den Leser nicht zwingend überraschen, wie dies beim Genre des Thrillers üblich ist: „Es geht nicht unbedingt um das Ende; es geht um alles, das passiert, und die Fragen, die aufgeworfen werden.“
Kaufman fühlte sich auf Anhieb von der mysteriösen, traumhaften, surrealen Atmosphäre des Romans angezogen. Aus Sicht eines Filmemachers reizte ihn auch die Herausforderung, eine Handlung, die hauptsächlich im Inneren eines Autos und eines Farmhauses spielt, visuell umzusetzen. Nicht zuletzt klang das begrenzte Setting nach einem Film, der finanzierbar sein sollte. Bei der Verfilmung nahm sich Kaufman allerdings zahlreiche Freiheiten gegenüber der Vorlage heraus. Er begründete: „Ich habe herausgefunden, dass ich am erfolgreichsten mit Adaptionen bin, wenn ich mir erlaube, sie zu nehmen und alles damit zu machen, was für mich Sinn ergibt […] Wenn ich das nicht zulasse, dann kommt am Ende etwas heraus, das sich für mich tot anfühlt.“
Tatsächlich erwiesen sich die Filmarbeiten als schwieriger als gedacht. Die geplanten 30 Drehtage wurden auf 24 zusammengestrichen, ein von Kaufman gewünschter Nachbau des Autos und Farmhauses ließ sich bei dem niedrigen Budget nicht realisieren. Besonders aufreibend war die Abhängigkeit vom Wetter, die Verzögerungen und Nachtdrehs notwendig machte, bei der zentralen Bedeutung des Schnees für die Stimmung des Films aber unumgänglich war. Jessie Buckley erinnerte sich an sehr intensive Dreharbeiten, bei denen für die einzelnen Szenen selten mehr als drei Takes angefertigt werden konnten.

## Interpretation
In der Buchvorlage von Iain Reid ist die Auflösung recht eindeutig, dass Jake und der alte Hausmeister dieselbe Person sind und sich das gesamte Geschehen nur in seinem Kopf abgespielt hat. Somit ist auch der titelgebende Gedanke, Schluss zu machen, nicht bezogen auf die junge Frau und ihre Trennung von Jake, sondern auf den alten Hausmeister, der nach einem einsamen und unerfüllten Leben aus dem Dasein scheiden will. Offenkundig wird das im Wechsel der Erzählperspektive auf den letzten Seiten, die von der ersten Person – vermeintlich aus dem Kopf der Frau – auf die dritte Person übergeht: „We’re in here together. All of us… And the girl. She. He. We. Me.“
Kaufmans Film ist weniger eindeutig, aber es gibt zahlreiche Hinweise, die ebenfalls die Identität von Jake, dem Hausmeister und der von ihm imaginierten Frau nahelegen. Etwa Jakes Kindheitsfoto, das sie zeigt, die Hausmeisteruniformen im Keller der Farm, seine Erinnerungen an die High School und das dort regelmäßig aufgeführte Musical, die nicht die eines ehemaligen Schülers sind, sondern die eines dort noch immer täglich Tätigen, und nicht zuletzt Jakes Wutausbruch, der eindeutig die Warte eines alten Mannes einnimmt und über die Lüge lamentiert, nach der die Dinge immer besser werden, nach der nichts zu spät sei und das Alter nur eine Zahl. Kaufman selbst beschrieb: „Es ist ein traumhafter Aufenthalt in seiner Psyche, in seiner Vergangenheit“.
Die Figur der jungen Frau wollte Kaufman allerdings nicht als bloße Einbildung, als Plottwist zeigen, weil die Uneindeutigkeit im Roman auf der Leinwand konkret werde und eine Schauspielerin eine Figur brauche, mit der sie arbeiten könne. So gewinnt sie in der Verfilmung eine Eigenständigkeit im Handeln, die sich gegen die Einbildung des Mannes sträubt. Selbst in seiner Phantasie kann er nicht haben, was er möchte. Er stellt sich die Frau zwar vor, muss sich aber auch vorstellen, was in ihrer Beziehung nicht funktionieren würde, was sie langweilen würde, wo er ihr nicht intelligent oder interessant genug wäre. Am Ende bleibt ihm nichts anderes übrig, als sich von den erfundenen Figuren zu verabschieden und sich auf sich selbst zu fokussieren. Und es gelingt ihm sogar, mit einer traumatischen Erinnerung aus seiner Kindheit auf der Farm ins Reine zu kommen: dem Tod eines madenbefallenen Schweins, für ihn ein Symbol der Grausamkeit der Welt.
Auch die zahlreichen kulturellen Verweise in den Dialogen zwischen der jungen Frau und Jake sind kein Selbstzweck. Sie lassen sich alle zurückführen auf Bücher, Filme und Kunstwerke, die in Jakes Jugendzimmer in der Farm zu sehen sind, und die ihn so stark beeinflusst haben, dass sie nun die Wahrnehmung seiner Realität bestimmen: von William Wordsworth bis Ralph Albert Blakelock, von Goethes Farbenlehre bis zu David Foster Wallace. Bei der Diskussion über John Cassavetes’ Frau unter Einfluß führt das so weit, dass die junge Frau nicht nur eine Kritik von Pauline Kael übernimmt, sondern diese regelrecht imitiert. Jakes Dankesrede am Ende entstammt hingegen dem Film A Beautiful Mind von Ron Howard. Kaufman erklärte: „Dieser Film handelt von jemandes Erlebnissen, der alle Dinge aufsaugt, die er sieht, und wie sie ein Teil seiner Psyche werden“.
Der Einbau des Musicals Oklahoma! ist eine Idee Kaufmans gewesen, die keinerlei Entsprechung im Roman hat. Sie spiegelt in mehreren Stationen in der Liebe des Viehtreibers Curly und seines Rivalen Jud zum Farmmädchen Laurey die imaginierte Beziehung zwischen Jake und der jungen Frau. Es beginnt mit dem falschen Optimismus im Lied Many a New Day, geht über zum Traumballett mit Doppelgängern, bis am Ende Jake Juds Lied Lonely Room singt – und damit zeigt, dass dieser, der nicht Laureys Herz gewinnen konnte, Jakes Ebenbild ist, und nicht der erfolgreiche Curly. Mit dem abschließenden Auftritt inmitten der erinnerten Fragmente seines Lebens ist Jake zum Star seines eigenen Lebens geworden. Das schneebedeckte Auto am Ende legt allerdings nahe, dass er dieses noch in der Nacht verloren hat.

## Veröffentlichung
Der Film wurde von Likely Story und Projective Testing Service produziert und in den Vereinigten Staaten am 28. August in ausgewählten Kinos und im Rest der Welt am 4. September 2020 auf Netflix veröffentlicht.

## Rezeption

### Kritiken
Bei Rotten Tomatoes erhielt der Film 82 % positive Kritiken bei 269 Reviews und ein durchschnittliches Rating von 7,6 von 10.
Für Susan Vahabzadeh in der Süddeutschen Zeitung ist I’m Thinking of Ending Things „eine furios verfilmte Depression, Träumereien über ein ungelebtes Leben. Einfallsreich und virtuos und vielleicht sogar irgendwie großartig“, jedoch nach ihrem Geschmack „viel zu traurig“. Spiegel-Autor Philipp Schwarz macht der Film „ratlos“, und er begründet: „Der Film reiht somit zwar unerklärliche Ereignisse aneinander, aber er lässt sie nie auf interessante Art rätselhaft werden. […] Kaufman mag zwar den Bewegungen des menschlichen Geistes folgen, aber dem fehlt in ‚I’m Thinking of Ending Things‘ die Reibung mit der äußeren Welt.“
Patrick Seyboth urteilt in epd Film, dass der Film „manche Betrachter ratlos zurücklassen, vielen auf die Nerven gehen“ werde, doch man könne sich von ihm „auch ohne Rätselraten mitreißen lassen“. Er erzähle „von Einsamkeit und der Gnadenlosigkeit der vergehenden Zeit, sehr subtil auch von männlicher Gewalt. Einen melancholischeren Thriller kann man sich kaum vorstellen.“ Florian Schmid beschreibt im Neuen Deutschland „eine ausgeklügelte Erzählung über psychische Grenzsituationen, in denen es um männliche Projektionen, Entfremdung und Beziehungsunfähigkeit geht“ und darum, „welche eingeschliffenen Strategien Menschen besitzen, um dies zu kompensieren.“
Laut Susanne Gotlieb in der NZZ am Sonntag ist I’m Thinking of Ending Things der bislang komplexeste Film von Charlie Kaufman: „Ein dunkler Seelentrip durch Liebe, Einsamkeit und Zeit.“ Für Christian Fuchs auf Radio FM4 ist der Film „das filmische Verwirrspiel des Jahres“ und „ein großes Werk für den kleinen Bildschirm“: „Der Streaming-Riese Netflix hat sich hier ein ganz besonderes Kunstwerk geleistet, das geradezu nach faszinierenden Mehrfachsichtungen schreit.“

### Auszeichnungen
Art Directors Guild Awards 2021
- Nominierung in der Kategorie „Contemporary Film“ (Molly Hughes)[21]

Boston Society of Film Critics Awards 2020
- Auszeichnung für das Beste Drehbuch (Charlie Kaufman)
- Auszeichnung für den Besten Schnitt (Robert Frazen)

Capri Hollywood Awards 2021
- Auszeichnung für das Beste Make-up und die Besten Frisuren (Anouck Sullivan, Sarah Hindsgaul & Adam Bailey)[23]

Chicago Film Critics Association Awards 2020
- Auszeichnung für den Besten Schnitt (Robert Frazen)
- Nominierung als Beste Hauptdarstellerin (Jessie Buckley)
- Nominierung als Beste Nebendarstellerin (Toni Collette)
- Nominierung für das Beste adaptierte Drehbuch (Charlie Kaufman)
- Nominierung für die Beste Art Direction
- Nominierung für den Besten Einsatz von visuellen Effekten[24][25]

Florida Film Critics Circle Awards 2020
- Auszeichnung für das Beste adaptierte Drehbuch (Charlie Kaufman)[26]

Gotham Awards 2021
- Nominierung als Bester Darsteller (Jesse Plemons)
- Nominierung als Beste Darstellerin (Jessie Buckley)[27]

London Critics’ Circle Film Awards 2021
- Nominierung als Bester Film
- Nominierung für das Beste Drehbuch (Charlie Kaufman)
- Nominierung als Beste britische Darstellerin (Jessie Buckley, auch für Die Misswahl – Der Beginn einer Revolution)[28]

National Society of Film Critics Awards 2021
- Second Runner-up für das Beste Drehbuch (Charlie Kaufman)[29]

North Carolina Film Critics Association Awards 2021
- Nominierung als Beste Schauspielerin (Jessie Buckley)
- Nominierung als Beste Nebendarstellerin (Toni Collette)
- Nominierung für das Beste adaptierte Drehbuch (Charlie Kaufman)[30]

Online Film Critics Society Awards 2021
- Nominierung als Bester Film
- Nominierung als Beste Hauptdarstellerin (Jessie Buckley)
- Nominierung für das Beste adaptierte Drehbuch (Charlie Kaufman)[31]

Set Decorators of America Awards 2021
- Nominierung für das Beste Szenenbild in einem zeitgenössischen Film (Mattie Siegal & Molly Hughes)[32]